# Département de La Paz (Bolivie)
Le département de La Paz est un département de l'ouest de la Bolivie. Sa capitale est la ville de La Paz qui est également la capitale administrative du pays. Le département est constitué par un décret du président Antonio José de Sucre le 23 janvier 1826. Les frontières du département sont dès lors bien définies et il est doté d'une administration.

## Géographie

### Géographie politique
Le département de La Paz est situé à l'ouest de la Bolivie. Il est bordé au nord par le département de Pando, à l'est par les départements du Beni et de Cochabamba, au sud par le département d'Oruro, au sud-ouest par le Chili et à l'ouest par le Pérou.
Avec une superficie de 133 985 km2, il s'agit du troisième plus grand département après ceux de Santa Cruz et du Beni. En 2012, sa population est de 2 719 344 habitants, suivi de peu par celle du département de Santa Cruz qui risque fort bien de devenir dans quelques années le département le plus peuplé considérant l'accroissement rapide de la population de cette région. Avec 20 habitants/km2, la densité de population du département demeure la deuxième plus élevée du pays, après celle du département de Cochabamba.

### Géographie physique
Le département de La Paz est divisé en trois zones géographiques distinctes. 
La zone de l'Altiplano formée par les régions environnantes du lac Titicaca et des îles s'y trouvant où l'altitude moyenne est de 3 600 mètres. La faune et la flore sont typiques de la puna, où les précipitations relativement faibles entraînent une végétation plus ou moins dense et la présence notamment de vigognes, lamas, condors et alpagas. 
La zone sub-andine qui comprend la région des Yungas et qui constitue les contreforts des Andes où la végétation est beaucoup plus dense et la température, plus chaude. L'altitude de cette écorégion se situe entre 600 et 2 500 mètres. Une présence soutenue de nuages est remarquée et le sol accidenté est traversé de nombreuses rivières.

La zone amazonienne se situe au nord du département et est limitrophe des départements du Beni et de Pando. Le secteur fait partie du bassin amazonien et son altitude est en deçà de 600 mètres. Typique de la forêt tropicale, la végétation est luxuriante et le nombre d'espèces fauniques et floristiques est important.  

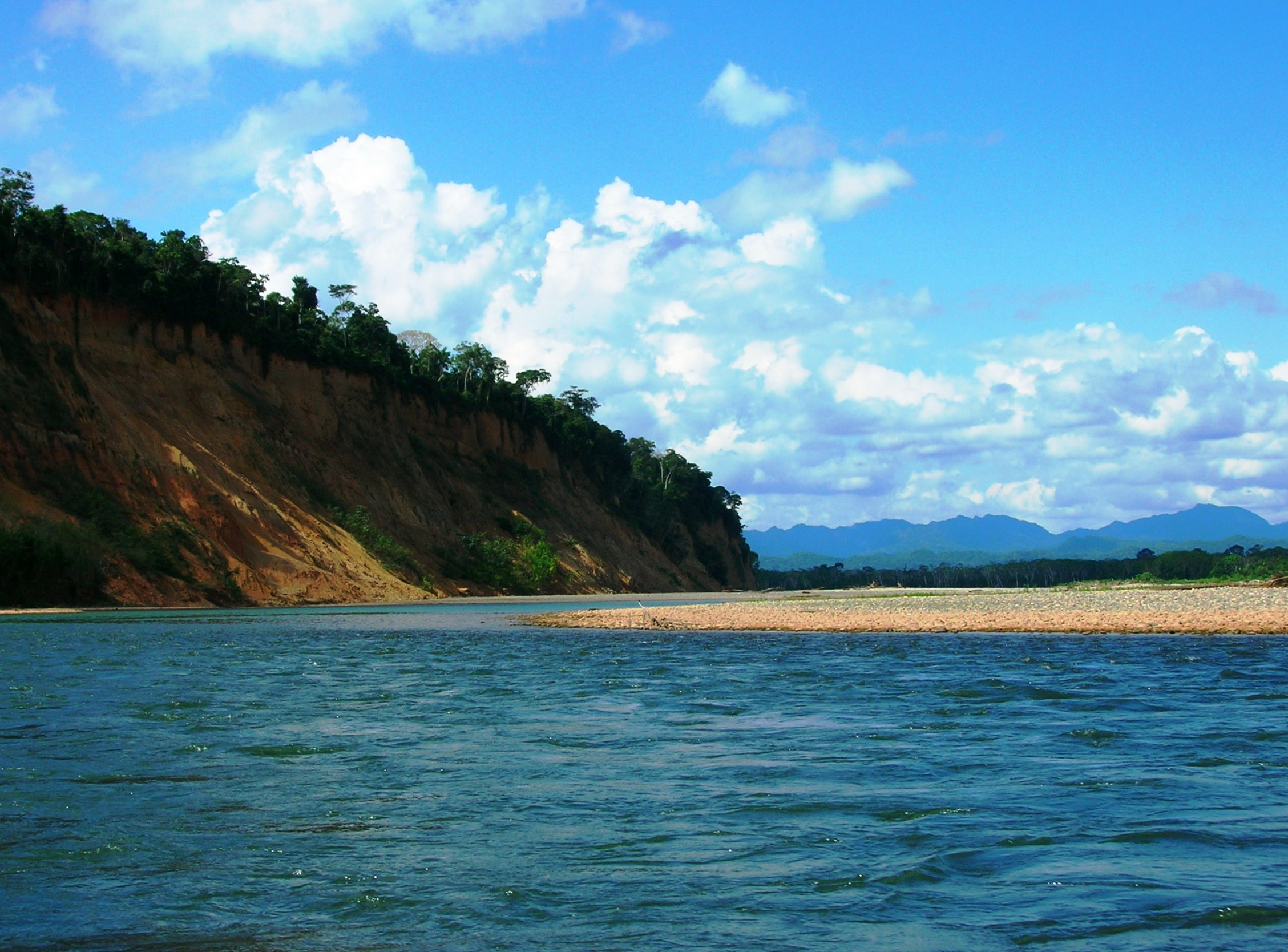
Le parc national Madidi, au nord du département.

## Histoire
Depuis des siècles, les territoires près du lac Titicaca, dont certains font aujourd’hui partie du département de La Paz, sont occupés par différentes civilisations. D’abord, la civilisation Tiwanaku entre les 5e et 12e siècles puis la civilisation inca à partir du 13e siècle jusqu’à la colonisation espagnole en 1532. 

Les assises historiques du département de La Paz en tant qu’entité administrative et politique reposent toutefois sur celles de la ville de La Paz, sa capitale. La ville de La Paz est fondée le 20 octobre 1548 par Alonso de Mendoza (es) sous le nom de Nuestra Señora de La Paz, son emplacement est ensuite officialisé en 1550. La ville et sa région avoisinante constituent donc le Corregimiento de La Paz (es) qui est intégré à la Province de Charcas et à l’Audience royale de Charcas (es), entités administratives sous l’égide de la Vice-royauté du Pérou jusqu’en 1776. Cette année-là, ces entités sont transférées à la vice-royauté, nouvellement créée, du Río de la Plata, et ce, jusqu’en 1784. 

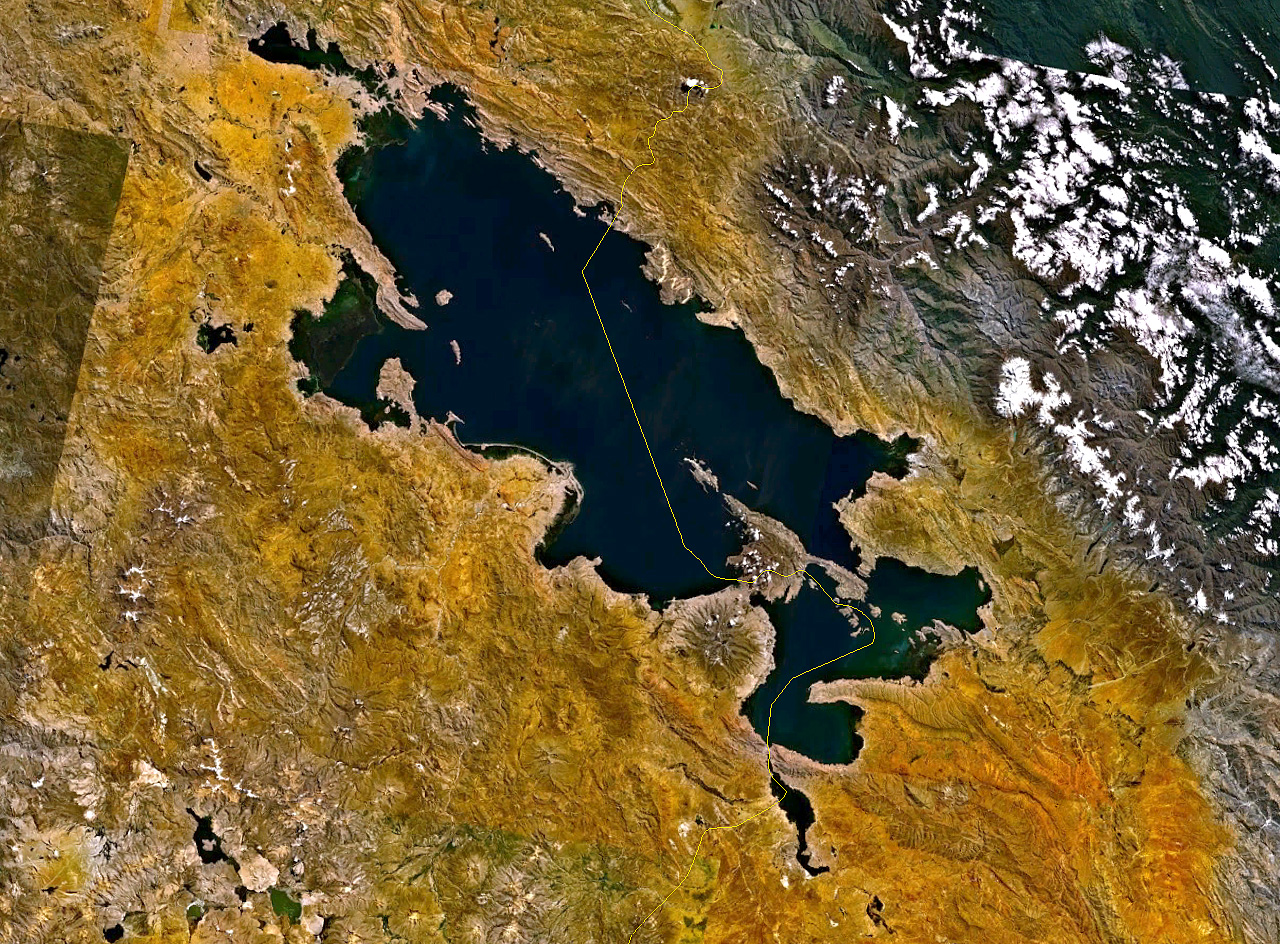
Vue par satellite du lac Titicaca.

L’Intendance de La Paz est donc créée en 1784, faisant toujours partie de la Vice-royauté du Río de la Plata. Les délimitations géographiques de l’époque demeurent cependant approximatives et il peut être ardu de cartographier précisément l’étendue du territoire de l’Intendance. En 1810, l’entité politique prend le nom de Province de La Paz.
Les départements boliviens, dans leur forme actuelle, sont cependant créés dans la foulée de l'indépendance de la Bolivie. Peu avant la promulgation de la Constitution politique de 1826, le département de La Paz est créé par le décret suprême du président Antonio José de Sucre du 23 janvier 1826 qui sépare le territoire bolivien en cinq départements,,.
Le département de La Paz subit des changements dans son organisation territoriale et décisionnelle à quelques reprises au cours de son existence, les plus importantes ayant eu lieu en 1994 et en 2010.

## Population

### Langues parlées
Les principales langues parlées dans le département sont l'espagnol et l'aymara, et dans une moindre mesure, le quechua. La grande majorité des locuteurs de l'aymara au pays vivent dans le département. En outre, il est à noter que sur les 37 langues officielles reconnues par l'État bolivien, un total de 22 sont parlées dans le département, ce qui fait de La Paz, le quatrième département bolivien le plus varié linguistiquement, après ceux du Beni, de Cochabamba et de Santa Cruz. 
Le tableau suivant présente le nombre d'habitants du département âgés de 6 ans et plus en fonction de leur langue principalement parlée pour l'année 2012.
| Langue                  | Département | Bolivie   |
| ----------------------- | ----------- | --------- |
| Espagnol                | 1 450 149   | 5 424 685 |
| Aymara                  | 686 601     | 836 570   |
| Quechua                 | 61 349      | 1 339 919 |
| Autre langue autochtone | 1 812       | 73 721    |
| Autre langue            | 31 500      | 146 683   |

### Évolution démographique
Le tableau suivant présente la population du département selon les recensements boliviens.
| 1831    | 1835    | 1845    | 1854    | 1882    | 1900    | 1950    | 1976      | 1992      |
| ------- | ------- | ------- | ------- | ------- | ------- | ------- | --------- | --------- |
| 348 142 | 373 587 | 412 867 | 593 779 | 346 139 | 445 616 | 854 079 | 1 465 370 | 1 900 786 |

| 2001      | 2012      | 2022 | - | - | - | - | - | - |
| --------- | --------- | ---- | - | - | - | - | - | - |
| 2 349 885 | 2 719 344 | —    | - | - | - | - | - | - |

## Villes principales
Le département au total compte 87 municipalités. Les plus populeuses, tel qu'établi dans le recensement bolivien, sont consignées dans le tableau suivant. La ville la plus populeuse du département est la ville voisine de La Paz, El Alto.
| Ville     | Population (2001) | Population (2012) |
| --------- | ----------------- | ----------------- |
| El Alto   | 695 243           | 848 452           |
| La Paz    | 793 293           | 766 468           |
| Viacha    | 46 596            | 80 724            |
| Caranavi  | 43 060            | 50 330            |
| Achacachi | 7 560             | 46 058            |

## Divisions administratives
Le département de La Paz est subdivisé en 20 provinces :
| Province              | Chef-lieu              | Superficie (km²) | Population (2012) | Carte des provinces |
| --------------------- | ---------------------- | ---------------- | ----------------- | ------------------- |
| Abel Iturralde        | Ixiamas                | 42 815           | 18 073            | Carte des provinces |
| Aroma                 | Sica Sica              | 4 510            | 98 205            | Carte des provinces |
| Bautista Saavedra     | Charazani              | 2 525            | 16 308            | Carte des provinces |
| Caranavi              | Caranavi               | 3 400            | 61 524            | Carte des provinces |
| Eliodoro Camacho      | Puerto Acosta          | 2 080            | 54 072            | Carte des provinces |
| Franz Tamayo          | Apolo                  | 15 900           | 27 088            | Carte des provinces |
| Gualberto Villarroel  | San Pedro de Curahuara | 1 935            | 17 865            | Carte des provinces |
| Ingavi                | Viacha                 | 5 410            | 134 965           | Carte des provinces |
| Inquisivi             | Inquisivi              | 6 430            | 66 462            | Carte des provinces |
| José Manuel Pando     | Santiago de Machaca    | 1 976            | 7 474             | Carte des provinces |
| Larecaja              | Sorata                 | 8 110            | 86 122            | Carte des provinces |
| Loayza                | Luribay                | 3 370            | 47 473            | Carte des provinces |
| Los Andes             | Pucarani               | 1 658            | 78 579            | Carte des provinces |
| Manco Kapac           | Copacabana             | 367              | 27 244            | Carte des provinces |
| Muñecas               | Chuma                  | 4 965            | 25 378            | Carte des provinces |
| Nor Yungas            | Coroico                | 1 720            | 36 327            | Carte des provinces |
| Omasuyos              | Achacachi              | 2 065            | 84 634            | Carte des provinces |
| Pacajes               | Coro Coro              | 10 584           | 55 316            | Carte des provinces |
| Pedro Domingo Murillo | Palca                  | 4 705            | 1 669 807         | Carte des provinces |
| Sud Yungas            | Chulumani              | 5 770            | 106 428           | Carte des provinces |

## Économie
Contrairement à plusieurs autres départements boliviens, l'économie du département de La Paz ne repose pas sur une extraction minière ou d'hydrocarbures d'importance, elle a su donc davantage se diversifier. Effectivement, plus de 50 % du PIB départemental repose sur cinq grands secteurs, soit les services d'administration publique (19,68 %), les établissements financiers (14,16 %), les industries (8,76 %), les transports et communications (8,01 %) et le commerce (7,86 %). D'autres secteurs d'importance moindre tels que l'agriculture (7,24 %) et les mines (6,15 %) constituent également des vecteurs de développement du département. 
En 2019, le produit intérieur brut (PIB) du département atteint 11 585 000 $ US (représentant 28 % de l'économie bolivienne), ce qui en fait la deuxième économie départementale du pays. Quant à lui, le produit intérieur brut par habitant est de 4 000 $ US.